# نود و سه
نود و سه (به فرانسوی: Quatrevingt-treize) نام آخرین رمان ویکتور هوگو، نویسندهٔ و شاعر فرانسوی است که نخستین بار در سال ۱۸۷۴ منتشر شد.به تعبیر منتقدان ،تابلویی خیره‌کننده و حماسی از انقلاب کبیر فرانسه است. نام رمان تلخیصی از سال هزار و هفتصد و نود و سه است که چهارمین سال انقلاب فرانسه می‌باشد؛ سال سرشار از تلاطمات سیاسی که برجسته‌ترین آنها اعدام لویی شانزدهم (در ژانویه) و اعدام ملکه ماری انتوانت در اکتبر همان سال است
سه قهرمان اصلی این رمان نمایانگر منشهایی با ارزش‌های اخلاقی طبقات خویش هستند : مارکی دولانتناک از اشراف سالخورده ای با خلق وخوی عبوس است که بر مسئولیت های طبقه ی حاکمه اگاهی دارد و آنهارا به عهده میگیرد سیموردن نماینده ی ملت است که اشتیاق او به بازیافتن کرامت انسان سبب میشود تا نمایندگان کنوانسیون را برانگیزد؛ و سرانجام گوون نجیب زاده ایست که پیوستنش به صفوف ملت ، تجسم کوشش بلند نظرانه‌ی طبقه ای در شرف اضمحلال است که در راه تجدید حیات خویش تلاش میکند.این هر سه پیوندی یک دلانه بایکدیگر دارند ، اما پیوندی ک به رقم ژرفای آن هیچ نتیجه ای دربر ندارد، چرا که روش های هر یک جدایی از دیگریست و همین چالش است که روند حوادث را به پیش میبرد...
داوود احمدیان علی محسنیان (جوردی) {۱۳۹۸}